# 新沃洛德米里夫卡 (瓦西里夫卡區)
47°17′16″N 35°4′23″E / 47.28778°N 35.07306°E
新沃洛德米里夫卡（烏克蘭語：Нововолодимирівка）是位於烏克蘭東南部的村莊，由扎波羅熱州瓦西里夫卡區的米哈伊利夫卡市鎮負責管轄。該村始建於1857年，面積1.12平方公里，海拔高度82米，2001年人口220，人口密度每平方公里196.4人。